# Halowe Mistrzostwa Europy w Lekkoatletyce 2023 – skok wzwyż mężczyzn
Skok wzwyż mężczyzn – jedna z konkurencji technicznych rozgrywanych podczas halowych lekkoatletycznych mistrzostw Europy w hali Ataköy Arena w Stambule.
Tytułu mistrzowskiego z 2021 nie bronił Maksim Niedasiekau z powodu niedopuszczenia do startu w zawodach lekkoatletów z Rosji i Białorusi.

## Terminarz
| Data    | Godzina |              |
| ------- | ------- | ------------ |
| 3 marca | 19:00   | Kwalifikacje |
| 5 marca | 19:05   | Finał        |

## Rekordy
Tabela prezentuje halowy rekord świata, rekord Europy w hali, rekord halowych mistrzostw Europy, a także najlepsze osiągnięcia w hali na świecie i w Europie w sezonie 2023 przed rozpoczęciem mistrzostw.
|                                               | Zawodnik         | Wynik | Miejsce   | Data                  |
| --------------------------------------------- | ---------------- | ----- | --------- | --------------------- |
| Rekord świata                                 | Javier Sotomayor | 2,43  | Budapeszt | 4 marca 1989(dts)     |
| Rekord Europy                                 | Carlo Thränhardt | 2,42  | Berlin    | 26 lutego 1988(dts)   |
| Rekord mistrzostw Europy                      | Stefan Holm      | 2,40  | Madryt    | 6 marca 2005(dts)     |
| Najlepszy wynik na świecie w 2023 roku (hala) | Danił Łysienko   | 2,38  | Moskwa    | 29 stycznia 2023(dts) |
| Najlepszy wynik w Europie w 2023 roku (hala)  | Danił Łysienko   | 2,38  | Moskwa    | 29 stycznia 2023(dts) |

## Wyniki

### Kwalifikacje
Awans: 2,26 m (Q) lub osiem najlepszych rezultatów (q).
| Poz. | Zawodnik           | Reprezentacja | 2,08 | 2,14 | 2,19 | 2,23 | 2,26 | Wynik | Uwagi |
| ---- | ------------------ | ------------- | ---- | ---- | ---- | ---- | ---- | ----- | ----- |
| 1.   | Douwe Amels        | Holandia      | –    | o    | o    |      |      | 2,19  | q     |
| 1.   | Thomas Carmoy      | Belgia        | o    | o    | o    |      |      | 2,19  | q     |
| 1.   | Norbert Kobielski  | Polska        | o    | o    | o    |      |      | 2,19  | q     |
| 1.   | Andrij Procenko    | Ukraina       | o    | o    | o    |      |      | 2,19  | q     |
| 5.   | Christian Falocchi | Włochy        | o    | o    | xxo  |      |      | 2,19  | q     |
| 5.   | Marco Fassinotti   | Włochy        | o    | o    | xxo  |      |      | 2,19  | q     |
| 5.   | Loïc Gasch         | Szwajcaria    | o    | o    | xxo  |      |      | 2,19  | q     |
| 5.   | Tobias Potye       | Niemcy        | o    | o    | xxo  |      |      | 2,19  | q     |
| 9.   | Péter Bakosi       | Węgry         | o    | o    | xxx  |      |      | 2,14  |       |
| 9.   | Gerson Baldé       | Portugalia    | o    | o    | xxx  |      |      | 2,14  |       |
| 9.   | Tichomir Iwanow    | Bułgaria      | o    | o    | xxx  |      |      | 2,14  |       |
| 9.   | Enes Talha Şenses  | Turcja        | o    | o    | xxx  |      |      | 2,14  |       |
| 13.  | Andonios Merlos    | Grecja        | xo   | o    | xxx  |      |      | 2,14  |       |
| 14.  | Wadym Krawczuk     | Ukraina       | xo   | xo   | xxx  |      |      | 2,14  |       |
| 14.  | Jonas Wagner       | Niemcy        | xo   | xo   | xxx  |      |      | 2,14  |       |
| 16.  | Juozas Baikštys    | Litwa         | o    | xxo  | xxx  |      |      | 2,14  | SB    |
| 17.  | Stefano Sottile    | Włochy        | o    | xxx  |      |      |      | 2,08  |       |

### Finał
| Poz. | Zawodnik           | Reprezentacja | 2,10 | 2,15 | 2,19 | 2,23 | 2,26 | 2,29 | 2,31 | 2,33 | 2,35 | Wynik | Uwagi |
| ---- | ------------------ | ------------- | ---- | ---- | ---- | ---- | ---- | ---- | ---- | ---- | ---- | ----- | ----- |
| 01 ! | Douwe Amels        | Holandia      | –    | o    | o    | xo   | xo   | xxo  | xo   | xr   |      | 2,31  | =     |
| 02 ! | Andrij Procenko    | Ukraina       | o    | o    | o    | o    | xo   | o    | xx-  | x    |      | 2,29  |       |
| 03 ! | Thomas Carmoy      | Belgia        | xo   | o    | o    | o    | o    | xxo  | xxx  |      |      | 2,29  | PB    |
| 4.   | Tobias Potye       | Niemcy        | –    | xo   | o    | xo   | o    | xx-  | x    |      |      | 2,26  |       |
| 5.   | Norbert Kobielski  | Polska        | o    | o    | o    | xo   | xo   | xxx  |      |      |      | 2,26  | SB    |
| 6.   | Christian Falocchi | Włochy        | xo   | xo   | xxo  | xxx  |      |      |      |      |      | 2,19  |       |
| 7.   | Loïc Gasch         | Szwajcaria    | o    | xo   | xxx  |      |      |      |      |      |      | 2,15  |       |
| 8.   | Marco Fassinotti   | Włochy        | xo   | xxo  | xxx  |      |      |      |      |      |      | 2,15  |       |